# 塞凡湖鱒
塞凡湖鱒，為輻鰭魚綱鮭形目鮭科的一種。

## 分布
本魚僅分布於亞美尼亞塞凡湖。

## 特徵
本魚體呈紡錘狀，略側扁，體背部黑色，體側至腹部為銀灰色至銀白色，體背圓鱗，側線明顯，身體分布許多眼睛大小的黑色圓斑。背鰭及尾鰭黑色，胸鰭和腹鰭褐色，體長可達104公分。

## 生態
本魚棲息於水質清澈的湖水中，成魚在水深0.5到3公尺產卵於細砂礫上。產卵期在每年11月至12月底在湖的西北區及次年1月底至3月在湖的東南區。成魚只吃沙蟲，屬肉食性。

## 經濟利用
為食用魚及遊釣魚。